# حفظ الموائل
حفظ الموائل هو ممارسة إدارية تسعى إلى الحفاظ على البيئات الطبيعية وحمايتها واستعادتها ومنع انقراض الأنواع أو التجزئة أو التقليص ضمن النطاق البيئي. وهذا يعد أولوية للعديد من المجموعات التي لا يمكن تصنيفها بسهولة تحت أي مسمى أيديولوجي واحد.

## تاريخ حركة حفظ الموائل
خلال معظم التاريخ البشري، كانت الطبيعة مجرد مورد تسيطر عليه الحكومات وتستخدمه لتحقيق المكاسب الشخصية والاقتصادية، إذ كانت النباتات تُعد طعاماً للحيوانات لا أكثر والحيوانات طعاماً للبشر أيضاً، فقيمة الأرض كانت محدودة فقط بما تقدمه من موارد مثل التربة الخصبة والخشب والمعادن.
لكن على مدار القرنين الثامن عشر والتاسع عشر بدأت الآراء الاجتماعية تتغير، وقد طبقت مبادئ الحفظ بشكل عملي لأول مرة على غابات الهند البريطانية.
كما شملت أخلاقيات حفظ الموائل التي بدأت تتطور ثلاثة مبادئ أساسية:
1) الأنشطة البشرية تلحق الضرر بالبيئة.
2) هناك واجب مدني للحفاظ على البيئة للأجيال القادمة.
3) يجب أن تطبق الأساليب العلمية القائمة على التجربة لضمان تنفيذ هذا الواجب.
كان السير جيمس رونالد مارتن مشهوراً بالترويج لهذه الأيديولوجية، وقد نشر العديد من التقارير الطبية الطبوغرافية التي أظهرت الأضرار الناجمة عن إزالة الغابات على نطاق واسع والجفاف الناتج، وقد ضغط بشكل كبير من أجل إضفاء الطابع المؤسسي على أنشطة حفظ الغابات في الهند البريطانية من خلال إنشاء أقسام الغابات.
بدأ مجلس مادراس للعائدات جهوداً لحفظ الموائل ضمن نطاق محلي في عام 1842 برئاسة ألكساندر جيبسون عالم النبات المتخصص الذي اعتمد بشكل منهجي برنامج حفظ الغابات على أساس المبادئ العلمية. وقد كانت هذه هي الحالة الأولى لإدارة الدولة لحفظ الغابات في العالم. كما قدم الحاكم العام اللورد دالهوسي أول برنامج دائم وواسع لحفظ الغابات في عام 1855، وهذا النموذج سرعان ما امتد إلى مستعمرات أخرى، كما امتد إلى الولايات المتحدة، حيث افتتحت حديقة يلوستون الوطنية في عام 1872 كأول حديقة وطنية في العالم. 
بدأ البشر بتقدير قيمة الطبيعة نفسها وشعروا بالحاجة لحمايتها بدلاً من التركيز على فوائدها الاقتصادية أو المادية. بحلول منتصف القرن العشرين حثت بلدان مثل الولايات المتحدة وكندا وبريطانيا على وضع القوانين والتشريعات لضمان حماية أكثر البيئات هشاشة وجمالًا للأجيال القادمة.
أما اليوم وبمساعدة المنظمات غير الحكومية والحكومات في جميع أنحاء العالم أصبحت هناك حركة قوية تهدف لحماية الموائل والحفاظ على التنوع الحيوي على مستوى عالمي. إن التزامات وأنشطة جمعيات التطوع الصغيرة في القرى والبلدات، والتي تسعى إلى محاكاة عمل منظمات حفظ الموائل المعروفة، لها أهمية قصوى في ضمان فهم الأجيال التالية لضرورة الحفاظ على الموارد الطبيعية.

## قيم الموائل الطبيعية
البيئة الطبيعية هي مصدر لمجموعة واسعة من الموارد التي يمكن استغلالها لتحقيق فوائد اقتصادية، ومع ذلك فغالباً ما يتسبب تطوير الأراضي الناتج عن النمو الاقتصادي البشري بانخفاض السلامة البيئية للموائل الطبيعية القريبة، على سبيل المثال كانت هذه مشكلة في جبال روكي الشمالية في الولايات المتحدة الأمريكية.
كما أن هناك قيمة اقتصادية في الحفاظ على الموائل الطبيعية. إذ يمكن تحقيق أرباح مالية من خلال الإيرادات السياحية، كما في المناطق المدارية حيث يكون التنوع واسعاً، أو في الرياضات الترفيهية التي تجري في البيئات الطبيعية مثل المشي لمسافات طويلة وركوب الدراجات الجبلية.
وتعتبر تكلفة إصلاح النظم البيئية التالفة أعلى بكثير من تكلفة الحفاظ على النظم البيئية الطبيعية. إن قياس قيمة الحفاظ على مختلف مناطق الموائل الطبيعية غالباً ما ينتقد لكونه يعتمد على المنفعة من وجهة نظر فلسفية.

## التنوع الحيوي
حفظ الموائل مهم للحفاظ على التنوع الحيوي، وهو جزء أساسي من الأمن الغذائي العالمي. هناك أدلة تدعم اتجاه تسارع تآكل الموارد الوراثية للنباتات والحيوانات. فزيادة التشابه الوراثي للنباتات والحيوانات تعني زيادة خطر فقدان الأغذية بسبب الأوبئة الكبرى. فقد وُجد أن الأنواع البرية من النباتات أكثر مقاومة للأمراض، على سبيل المثال الذرة البرية تيوسينت هي مقاومة لأربعة أمراض تصيب المحاصيل التي يزرعها الإنسان. وقد اقتُرح إنشاء مجموعة من بنوك البذور وحفظ الموائل للحفاظ على تنوع النباتات لأغراض الأمن الغذائي.

## تصنيف القيم البيئية
حدد بيرس وموران الطريقة التالية لتصنيف الاستخدامات البيئية: 
- الاستخدامات الاستخراجية المباشرة: على سبيل المثال الأخشاب من الغابات، والطعام من النبات والحيوان.
- الاستخدامات غير المباشرة: على سبيل المثال خدمات النظام البيئي مثل مكافحة الفيضانات ومكافحة الآفات والحماية من التآكل.
- الاستخدامات الاختيارية: الاحتمالات المستقبلية، على سبيل المثال استخدام غير معروف لكن محتمل للنباتات في الكيمياء أو الطب.
- قيم عدم الاستخدام:
  - قيمة الإرث «يستفيد منها فرد يعرف أن الآخرين قد يستفيدون منها في المستقبل».
  - قيمة الاستخدام السلبي «التعاطف مع البيئة الطبيعية والتمتع بمجرد وجود نوع معين».

## الآثار

### أسباب طبيعية
يمكن أن يحدث فقد وتدمير الموائل لأسباب طبيعية ولأسباب البشرية. وتشمل الأسباب لفقدان الموائل الطبيعية تغير المناخ والكوارث مثل الانفجارات البركانية والتفاعلات بين الأنواع العدوانية وغير العدوانية. كان تغير المناخ الطبيعي سبباً في خسائر واسعة النطاق في الموائل. على سبيل المثال بعض أحداث الانقراض الجماعي التي يشار إليها عموماً باسم «الخمسة الكبرى» كانت قد تزامنت مع تغيرات كبيرة مثل دخول الأرض في العصر الجليدي. أحداث الانقراض الأخرى في الخمسة الكبرى لها أسباب طبيعية أيضاً، مثل الانفجارات البركانية والنيازك. ويعد اصطدام تشيكشولوب أحد الأمثلة التي تسببت سابقاً في خسائر كبيرة في الموائل بسبب احتجاب أشعة الشمس أو كون الأرض أصبحت أبرد، ما تسبب في انتعاش بعض أنواع الحيوانات والنباتات بينما انقرضت أنواع أخرى. المناطق الدافئة المعروفة سابقاً في المناطق الاستوائية، وهي الموائل الأكثر حساسية على وجه الأرض، أصبحت أكثر برودة، وطورت مناطق مثل أستراليا نباتات وحيوانات مختلفة تماماً عن تلك التي نراها اليوم. كما رُبطت أحداث الانقراض الخمسة الكبرى بالتغيرات في مستوى سطح البحر، ما أشار إلى أن فقدان الأنواع البحرية كان بسبب فقدان الموائل البحرية وخاصة موائل الجرف القاري. وقد ثبت أن ثوران المحيطات الذي يسببه غاز الميثان ينتج عنه أحداث انقراض جماعي أصغر.

### الآثار البشرية
كان البشر سبب انقراض العديد من الأنواع. بسبب تغييرهم للبيئة وتعديلهم لها، فإن موائل الأنواع الأخرى غالباً ما تتغير أو تتلف نتيجة لأفعال بشرية. حتى قبل الحقبة الصناعية الحديثة كان للبشر أثر كبير على البيئة. وهناك مثال جيد على ذلك عند السكان الأصليين الأستراليين والحيوانات الضخمة الأسترالية. فقد أدت ممارسات الصيد الخاصة بالشعوب الأصلية والتي شملت حرق أجزاء كبيرة من الغابات في وقت واحد إلى تغيير الغطاء النباتي في أستراليا إلى حد كبير لدرجة أن العديد من أنواع الحيوانات الضخمة العاشبة قد تركت دون موائل فانتهت بالانقراض. وبمجرد انقراض هذه الأنواع الضخمة العاشبة سرعان ما تبعتها أنواع من الحيوانات الضخمة آكلة اللحوم.
في الماضي القريب كان البشر مسؤولين عن التسبب بزيادة أحداث الانقراض خلال فترة زمنية معينة أكثر من أي وقت مضى. إذ كانت إزالة الغابات والتلوث وتغير المناخ الناتج عن الأنشطة البشرية والمستوطنات البشرية كلها عوامل دافعة لتغيير أو تدمير الموائل. لقد أدى تدمير النظم البيئية مثل الغابات المطيرة إلى تدمير عدد لا يحصى من الموائل. فهذه النقاط الساخنة للتنوع البيولوجي هي موطن لملايين الأنواع الخاصة والتي لا توجد خارج مناطقها الصغيرة. بمجرد تدمير موائلها فإنها تختفي عن الوجود. ولهذا التدمير تأثير متتابع أيضاً فالأنواع التي تتعايش مع أنواع أخرى أو تعتمد عليها في وجودها قد انقرضت، ما أدى في النهاية إلى انهيار نظام بيئي كامل. وتُسمى هذه الانقراضات المتأخرة زمنياً بالنسبة لمحيطها باسم ديون الانقراض، والتي تأتي كنتيجة لتدمير وتفتيت الموائل.
نتيجة التعديل البشري المنشأ للبيئة فقد ارتفع معدل الانقراض إلى النقطة التي أصبحت فيها الأرض الآن ضمن حدث الانقراض الجماعي السادس، كما يتفق علماء الأحياء. كان هذا جلياً بشكل خاص في الانخفاض السريع لعدد الأنواع البرمائية في جميع أنحاء العالم.

## مناهج وطرق الحفاظ على الموائل
تحديد حجم ونوع وموقع الموائل التي يجب حفظها هو مجال معقد لبيولوجيا الحفظ. على الرغم من صعوبة القياس والتنبؤ فإن قيمة الحفاظ على الموائل غالباً ما تكون انعكاساً للجودة «مثل وفرة الأنواع وتنوعها»، وتعرّض النظم البيئية الشاملة للخطر والتوزيع المكاني لتلك الموائل.